# Tales of Terror
Tales of Terror  (br.: Muralhas do Pavor / pt.:A maldita, o gato e a morte ) é um filme estadunidense de 1962, do gênero horror, dirigido por Roger Corman. O filme apresenta três segmentos adaptados da obra de Edgar Allan Poe: "Morella", "O Gato Preto" (combinado com partes de "O Barril de Amontillado") e "O Estranho Caso de M. Valdemar". É o quarto exemplar (de um total de oito) da série cinematográfica do diretor produzida pela American International Pictures, sobre adaptações da obra de Poe. O conto Morella foi refilmado em 1990 com o título de The Haunting of Morella. Há introduções com narração de Vincent Price, antes dos segmentos. O ator também protagoniza as três histórias, em papeis diferentes.  

## Primeiro Segmento: Morella

### Elenco
- Vincent Price...Locke
- Maggie Pierce...Lenora Locke
- Leona Gage...Morella
- Edmund Cobb...cocheiro

### Sinopse
A jovem Lenora Locke viaja até Boston para se encontrar com o pai a quem não via desde a infância, e que agora mora numa mansão decadente. O pai que está bêbado e decrépito não fica feliz quando a vê e acusa a moça de ter assassinado a mãe, Morella, que na verdade morrera logo após o parto. Lenora descobre que o pai mantém na casa o corpo da esposa mumificado mas não sabe que a alma da mulher ainda ronda a mansão, em busca de vingança.

## Segundo segmento: The Black Cat

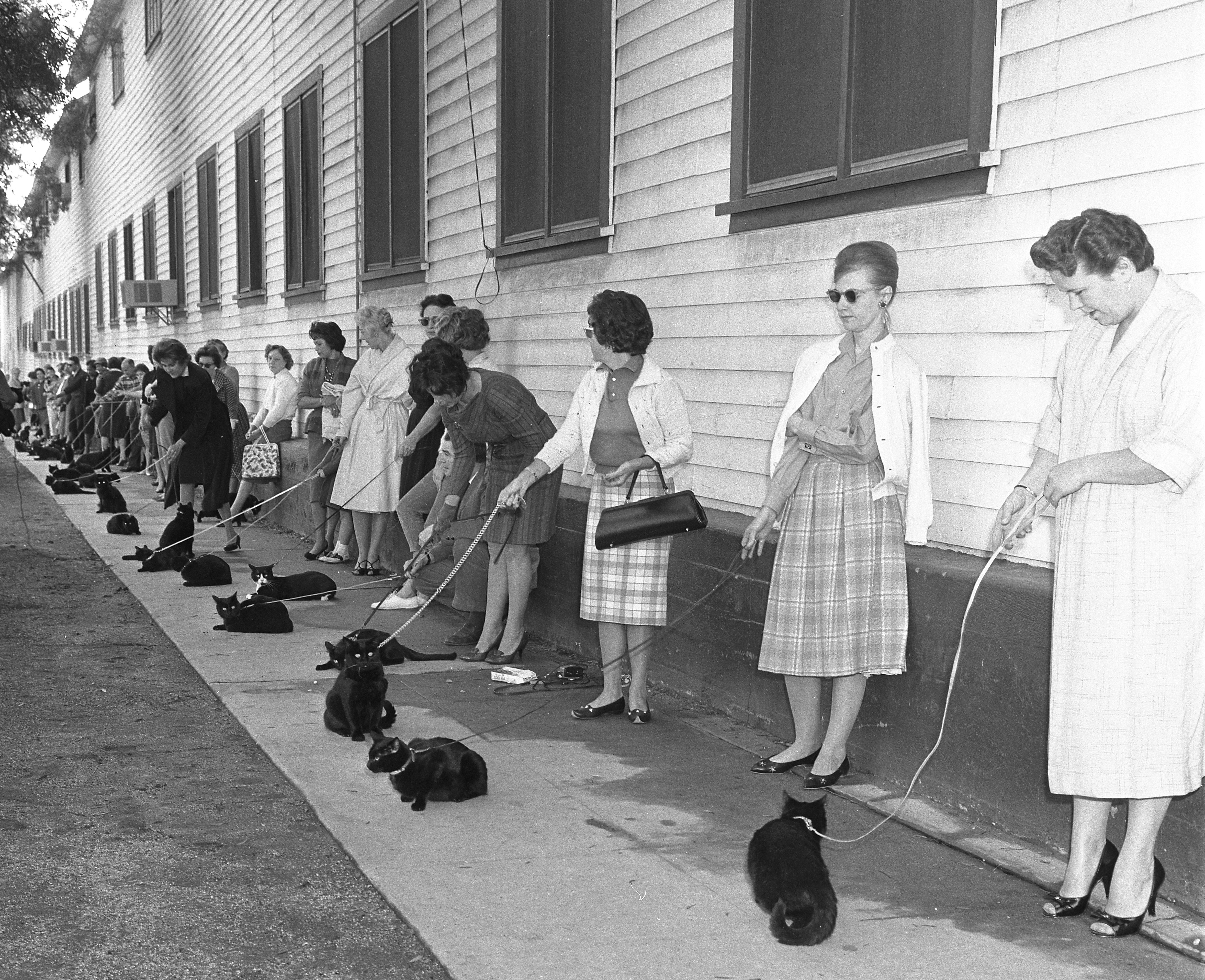
Foto de 1961 mostra que um anúncio para o segmento "The Black Cat" atraiu várias pessoas com gatos pretos ao estúdio

### Elenco
- Vincent Price...Fortunato Luchresi
- Peter Lorre...Montresor Herringbone
- Joyce Jameson...Annabelle
- John Hackett...policial
- Lennie Weinrib...policial
- Wally Campo...Wilkins, o bartender
- Alan DeWitt...Juiz da competição de degustação

### Sinopse
O bêbado inveterado Montresor Herringbone odeia o gato preto de sua esposa Annabelle. Numa noite, ao ser expulso de um bar, ele chega a uma Convenção de Vinicultores e desafia o renomado Fortunato Luchresi para uma competição de degustação de vinhos. Após provar seu conhecimento dos diferentes vinhos, Montresor é levado, completamente bêbado, para a casa dele pelo admirado Fortunato. Ao conhecer Annabelle, Fortunato se torna amante da mulher e se aproveita para visitá-la intimamente quando sabe que o marido a deixa sozinha toda noite para se embriagar. Montresor acaba desconfiando e descobre a infidelidade dos dois e prepara uma terrível vingança contra eles. Mas se esqueceu do gato de Annabelle.

## Terceiro segmento: The Facts in the Case of M. Valdemar

### Elenco
- Vincent Price...M. Valdemar
- Basil Rathbone...Senhor Carmichael
- Debra Paget...Helena
- David Frankham...médico

### Sinopse
Com uma doença terminal, o rico Valdemar emprega o misterioso Carmichael para que o hipnotize e com isso consiga diminuir a dor que sente. Ao mesmo tempo ele pede a seu médico que cuidasse da bela esposa Helena após a morte, pois sabe da atração de ambos. E acaba contando ao médico que fizera uma proposta para Carmichael, a de que ele o hipnotizasse pouco antes de morrer, na esperança de que a mente continuasse viva. O médico se opõe mas não consegue que o hipnotizador concretize a proposta e revele o seu verdadeiro plano: manter Valdemar como um morto-vivo e com isso chantagear Helena para que se case com ele. 

## Produção
O filme foi anunciado em setembro de 1961 .
Corman comentou que Tales of Terror difere de suas adaptações anteriores para a AIP:
(em tradução livre) "Com Tales of Terror, nós tentamos fazer algumas coisas um pouco diferentes. O roteiro era uma série de sequências assustadoras e dramáticas inspiradas em muitos contos de Poe. Nós quebramos isso, tentamos introduzir humor em um deles..."
As três histórias do filme levaram ao todo três semanas para serem gravadas. Para a conclusão de "Morella", Corman reutilizou alguns cenários e filmagens do incêndio do climax de House of Usher.
Price explicou como os efeitos da decomposição corporal foram feitos em "The Facts in the Case of M. Valdemar": "Nós usamos um pacote de lama à moda antiga - ela seca e recobre a pele e então abrem-se as rachaduras". Para dar a impressão de que o rosto de Vincent Price estivesse derretendo, uma mistura de cola, glicerina, amido de milho e tinta de maquiagem foi aquecida e em seguida derramada sobre a cabeça dele. A substância ficou tão quente que Price suportou apenas por alguns poucos segundos .
A parte favorita do roteirista Richard Matheson era o final de M. Valdemar. Ele achava que fora muito bem feito. Era muito simples, exceto que eu inclui o médico e a esposa de Valdemar na história... Eles fizeram muito bem as mudanças" .

## Recepção
The New York Times classificou o filme de "maçante, absurda e inútil adaptação"
A novelização do filme foi escrita em 1962 por Eunice Sudak que adaptou o roteiro de Richard Matheson. A publicação foi de Lancer Books.